# Hertioana-Răzeși
Hertioana-Răzeși – wieś w Rumunii, w okręgu Bacău, w gminie Traian. W 2011 roku liczyła 72 mieszkańców.